# Patriotyczny Front Lewicy Polskiej
Patriotyczny Front Lewicy Polskiej – porozumienie konspiracyjnych ugrupowań lewicy niepodległościowej, utworzone 1 listopada 1942 roku przez Związek Syndykalistów Polskich, Stronnictwo Polskiej Demokracji i Socjalistów Ludowych "Wolność" (Socjalistyczno-Ludową Partię Polski "Wolność"). 
Jego cele to: 
"1) niepodległa, terenowo zabezpieczona POLSKA REPUBLIKA LUDOWA, 2) postępowa, na zasadach cywilizacyjnych oparta przebudowa ustroju, w myśl interesów mas robotniczo-chłopskich oraz inteligencji pracującej, 3) POLSKA ARMIA LUDOWA I MILICJE ROBOTNICZO-CHŁOPSKIE, stojące na straży interesów suwerenności narodowej oraz postępowej przebudowy ustroju gospodarczo-socjalnego i politycznego Polski".
W lutym 1944 roku PFLP wszedł w skład Centralizacji Stronnictw Demokratycznych, Socjalistycznych i Syndykalistycznych.

## Literatura
- Wizje Polski. Programy polityczne lat wojny i okupacji 1939-1944, wybór i opracowanie Kazimierz Przybysz, Warszawa 1992